# Küçükkonak, Kilis
Küçükkonak là một xã thuộc thành phố Kilis, tỉnh Kilis, Thổ Nhĩ Kỳ. Dân số thời điểm năm 2010 là 149 người.